# Vodacom Cup
Vodacom Cup – trzeci, po Super Rugby i Currie Cup, poziom męskich rozgrywek rugby union w Republice Południowej Afryki. Coroczne zawody organizował South African Rugby Union w latach 1998–2015.
W zawodach uczestniczyły zespoły reprezentujące czternaście regionalnych związków rugby, lecz otwarte były one również dla drużyn z innych krajów – w niektórych latach brały w nich udział zespoły z Namibii, Argentyny i Kenii.
Rozgrywki prowadzone były w pierwszej fazie systemem kołowym w dwóch geograficznie wydzielonych grupach, po czym czołowa czwórka z każdej grupy uzyskiwała awans do fazy pucharowej składającej się z ćwierćfinałów, półfinałów i finału.
W sierpniu 2013 roku SARU ogłosił wprowadzenie systemu kontyngentowego – każdy z południowoafrykańskich zespołów od sezonu 2014 miał być zobowiązany do wystawienia w meczowym składzie minimum siedmiu czarnoskórych zawodników, w tym pięciu w wyjściowej piętnastce. W grudniu 2015 roku zawody zostały zlikwidowane z uwagi na znaczącą rozbudowę terminarza Currie Cup.

## Finały
| Edycja | Zwycięzca           | Wynik | Finalista           |
| ------ | ------------------- | ----- | ------------------- |
| 1998   | Griqualand West     | 57–0  | Golden Lions        |
| 1999   | Golden Lions        | 73–7  | Griqualand West     |
| 2000   | Free State Cheetahs | 44–24 | Griqualand West     |
| 2001   | Blue Bulls          | 42–24 | Boland Cavaliers    |
| 2002   | Golden Lions        | 54–38 | Blue Bulls          |
| 2003   | Golden Lions        | 26–17 | Blue Bulls          |
| 2004   | Golden Lions        | 35–16 | Blue Bulls          |
| 2005   | Griquas             | 27–25 | Leopards            |
| 2006   | Valke               | 25–17 | Natal Wildebeest    |
| 2007   | Griquas             | 33–29 | Blue Bulls          |
| 2008   | Blue Bulls          | 25–21 | Free State Cheetahs |
| 2009   | Griquas             | 28–19 | Blue Bulls          |
| 2010   | Blue Bulls          | 31–29 | Free State Cheetahs |
| 2011   | Pampas XV           | 14–9  | Blue Bulls          |
| 2012   | Western Province    | 20–18 | Griquas             |
| 2013   | Golden Lions        | 42–28 | Pumas               |
| 2014   | Griquas             | 30–6  | Golden Lions        |
| 2015   | Pumas               | 24–7  | Western Province    |